# Toral de los Vados
Toral de los Vados (en gallec, Toural dos Vaos), abans Villadecanes, és un municipi de la província de Lleó a la comunitat autònoma de Castella i Lleó. Forma part de la comarca d'El Bierzo.

## Demografia
| 1991 | 1996 | 2001 | 2004 |
| ---- | ---- | ---- | ---- |
| 2495 | 2408 | 2233 | 2169 |

## Personatges
- Juan López Fernández, més conegut com a «Jan», autor de còmics.
- Capitolina Díaz, sociòloga.

## En la cultura popular
- Jan, que va nàixer en aquest municipi, li dedicà un còmic de Super Llopis[3] a la seua festa de Toral en Tren, un omenatge dels habitants de la localidad al ferrocarril.[4]

## Referències

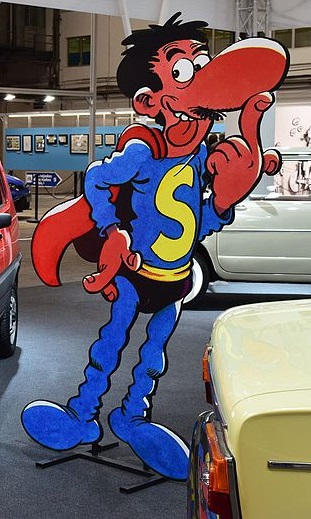
Super Llopis fou creat pol toralense Jan